# Loving County
Das Loving County ist ein County im Bundesstaat Texas der Vereinigten Staaten. Der Sitz der County-Verwaltung (County Seat) befindet sich in Mentone. Das U.S. Census Bureau hat bei der Volkszählung 2020 eine Einwohnerzahl von 64 ermittelt.

## Geographie
Das County liegt im Westen von Texas und grenzt an den südöstlichen Teil von New Mexico. Es hat eine Fläche von 1753 Quadratkilometern, wovon 10 Quadratkilometer Wasserfläche sind. Es grenzt im Uhrzeigersinn an folgende Countys: Winkler County, Ward County, Reeves County und in New Mexico an folgende Countys: Eddy County und Lea County.

## Geschichte
Loving County wurde am 26. Februar 1887 aus Teilen des Tom Green County gebildet. Die Verwaltungsorganisation wurde 1931 abgeschlossen. Benannt wurde es nach Oliver Loving, einem frühen Pionier und Rancher, der die Regierung der Konföderierten Staaten von Amerika mit Rindern und Schweinen versorgte.
Ein Bauwerk im County ist im National Register of Historic Places („Nationales Verzeichnis historischer Orte“; NRHP) eingetragen (Stand 27. November 2021), das Loving County Courthouse.

## Demografische Daten
Nach der Volkszählung im Jahr 2000 lebten im Loving County 67 Menschen in 31 Haushalten und 19 Familien. Die Bevölkerungsdichte betrug 0,04 Einwohner pro Quadratkilometer. Ethnisch betrachtet setzte sich die Bevölkerung ausschließlich aus Weißen zusammen. Sieben der Einwohner waren Hispanics oder Latinos.
Von den 31 Haushalten hatten fünf Kinder oder Jugendliche, die mit ihnen zusammen lebten. 17 waren verheiratete oder zusammenlebende Paare, zwei waren allein erziehende Mütter und elf waren keine Familien. Zehn waren Singlehaushalte und in zwei lebten Menschen im Alter von 65 Jahren oder darüber. Die durchschnittliche Haushaltsgröße betrug 2,16 und die durchschnittliche Familiengröße betrug 2,65 Personen.
13 Personen waren unter 18 Jahre alt, eine zwischen 18 und 24, 18 zwischen 25 und 44, 24 zwischen 45 und 64 und 11 waren 65 Jahre alt oder älter. Das Medianalter betrug 46 Jahre. Auf zehn weibliche Personen kamen 11,61 männliche Personen und auf jede Frau im Alter von 18 Jahren oder darüber kamen 1,25 Männer.